# Thylacogaster
Thylacogaster is een geslacht van vlinders van de familie bladrollers (Tortricidae).

## Soorten
- T. cyanophaea (Meyrick, 1927)
- T. garcinivora Razowski & Brown, 2012
- T. monospora (Meyrick, 1939)
- T. rhodomenia Diakonoff, 1988